# Las Navas de Jadraque
Las Navas de Jadraque es un municipio y localidad española de la provincia de Guadalajara, en la comunidad autónoma de Castilla-La Mancha. El término municipal tiene una población de 38 habitantes (INE 2024).

## Historia
Hacia mediados del siglo XIX, el lugar tenía contabilizada una población de 115 habitantes. La localidad aparece descrita en el decimosegundo volumen del Diccionario geográfico-estadístico-histórico de España y sus posesiones de Ultramar de Pascual Madoz de la siguiente manera:

NAVAS (las): l. con avunt. en la prov. de Guadalajara (9 1/2 leg.), part. jud. de Atienza (4), aud. terr. de Madrid (19 1/2), c. g. de Castilla la Nueva, dióc. de Sigüenza (7): sit. en un pequeño declive con libre ventilacion y clima sano: tiene 35 casas; la consistorial con cárcel; escuela de instruccion primaria á cargo de un maestro dotado con 10 fan. de centeno; una igl. parr. (La Asuncion de Ntra. Sra.), aneja de las de Bustares. térm.: confina con los de Bustares, el Arroyo y comun de tierra de Jadraque: el terreno, fertilizado por un arroyo del mismo nombre del pueblo, es de mediana calidad; comprende dos montes, uno de encina y otro de roble; hay una mina de plata que se está esplotando. caminos: los que dirigen á los pueblos limítrofes, todos en mal estado. correo: se recibe y despacha en Cogolludo. prod.: cereales, legumbres, patatas, algunas frutas, leñas de combustible y pastos, con los que se mantiene ganado lanar, cabrio, vacuno, caballar, asnal y de cerda; caza de conejos, liebres, perdices, y de animales dañinos lobos y zorras; pesca de truchas. ind.: la agrícola y un molino harinero. comercio: esportacion del sobrante de frutos, ganado y lana, é importacion de los art. que faltan. pobl.: 28 vec., 115 almas. cap. prod.: 621,300. rs. imp.: 40,100. contr.: 2,090.
(Madoz, 1849, p. 134)

## Demografía
Las Navas de Jadraque cuenta con una población de 38 habitantes (INE 2024).
| Gráfica de evolución demográfica de Las Navas de Jadraque entre 1842 y 2021                                         |
| |
| Población de derecho según los censos de población del INE Población de hecho según los censos de población del INE |

| 26            | 22 | 34 | 33 | 29 | 27 |
| (Fuente: INE) |    |    |    |    |    |

## Patrimonio

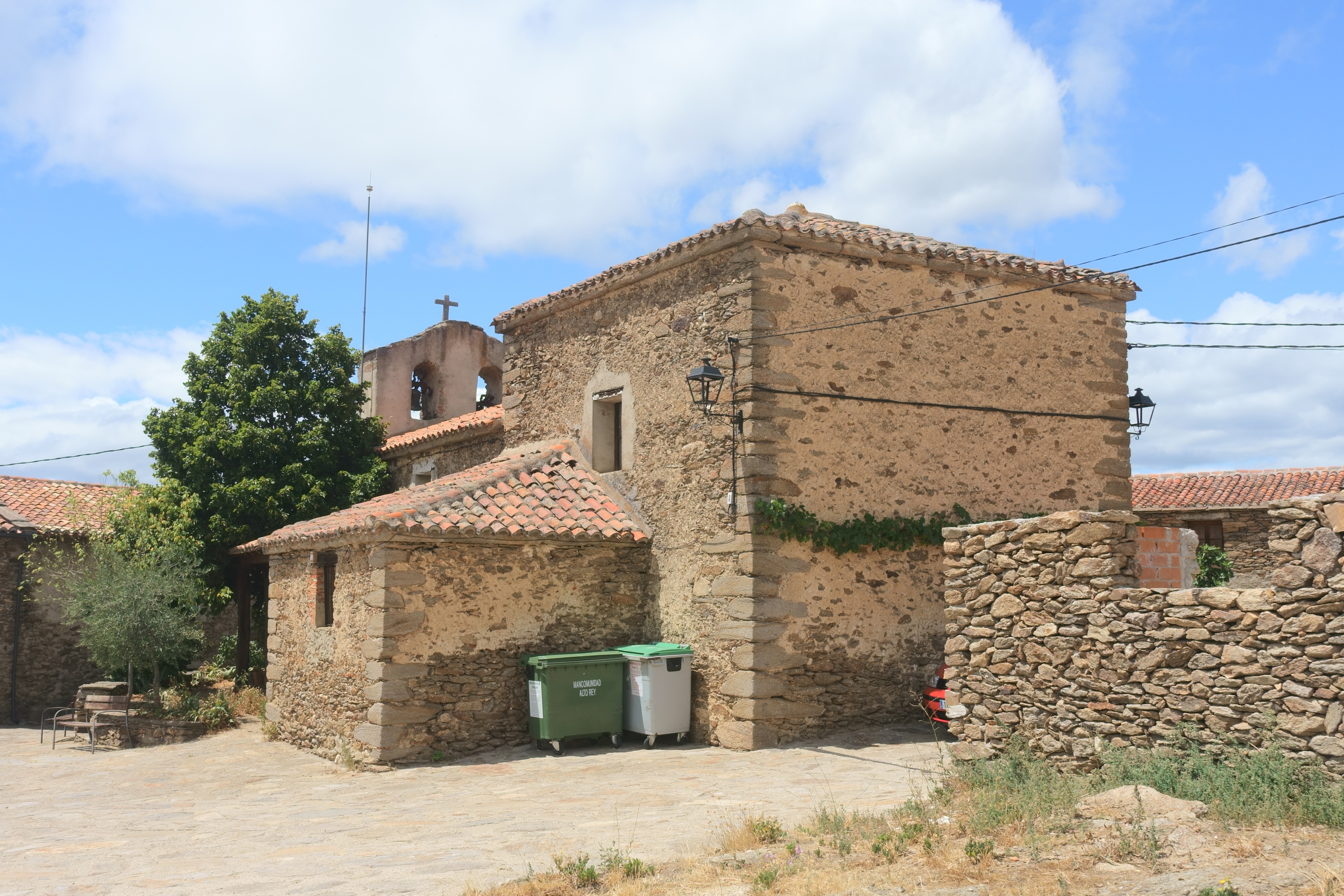
Iglesia de la Asunción de Nuestra Señora

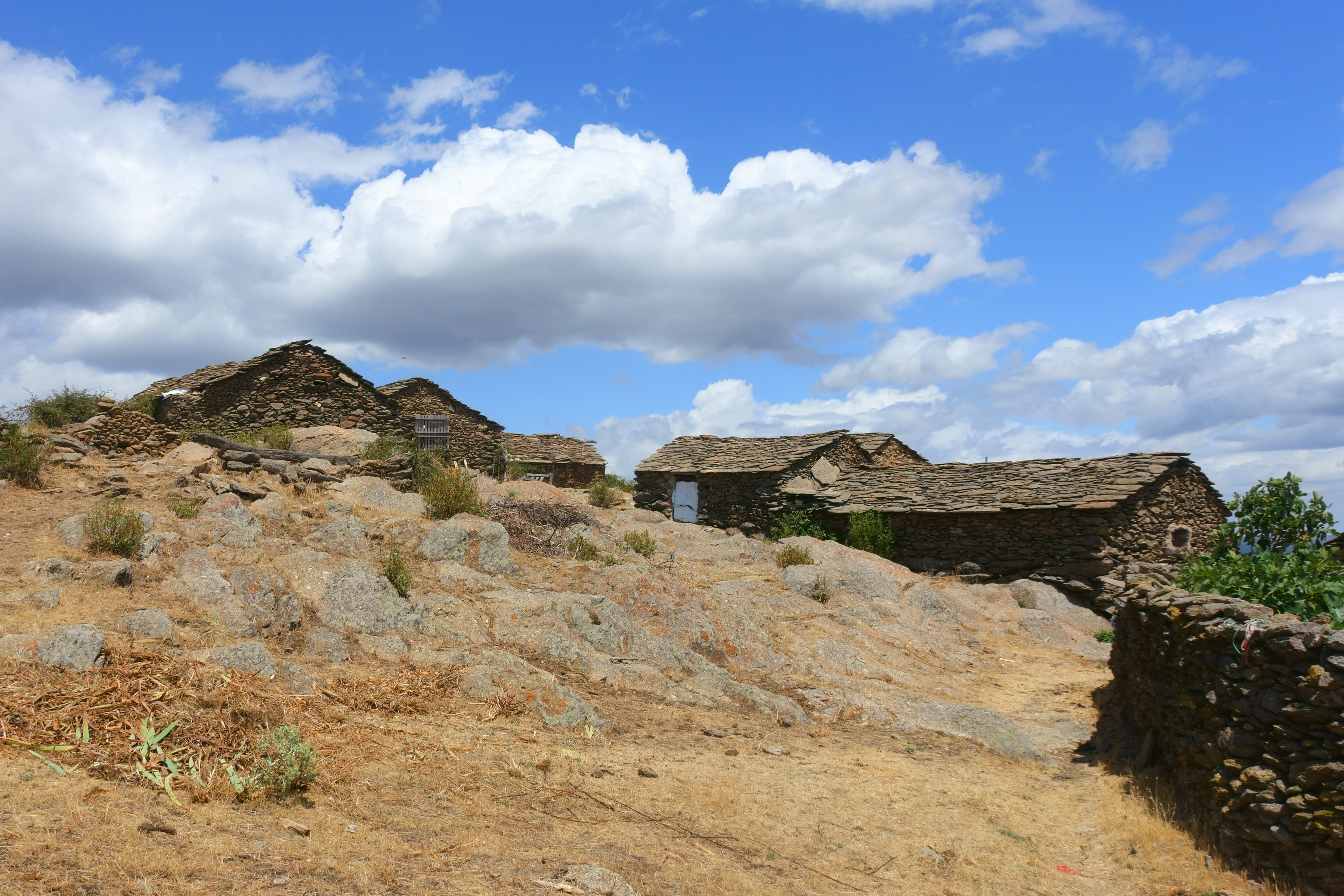
Arquitectura tradicional

En la localidad hay una iglesia bajo la advocación de la Asunción de Nuestra Señora.
En la localidad, ejemplo de arquitectura negra, se ha respetado fisionomía tradicional de los edificios, en los que la pizarra es la protagonista.